# Messico ai Giochi della XV Olimpiade
Il Messico ha partecipato ai Giochi della XV Olimpiade, svoltisi ad Helsinki, dal 19 luglio al 3 agosto 1952,  
con una delegazione di 64 atleti, di cui 3 donne, impegnati in 13 discipline,
aggiudicandosi 1 medaglia d'argento.

## Medagliere
| Medaglia | Atleta                | Sport | Evento               |
| -------- | --------------------- | ----- | -------------------- |
| Argento  | Joaquín Capilla Pérez | Tuffi | Piattaforma maschile |

## Risultati

### Pallacanestro
| Atleta | Classifica |
| --- | ---------- |
| V · D · M Nazionale messicana - Pallacanestro ai Giochi della XV Olimpiade 3 Holguín · 4 Cardiel · 5 López · 6 Rubalcava · 7 Meneses · 8 Cabrera · 9 Guerrero · 10 Almanza · 11 Soto · 12 Bru · 13 F. Rojas · 14 J. Rojas · 15 Manzo · 16 Chacón · All. Antonio Delgado | 9°         |
| Nazionale messicana - Pallacanestro ai Giochi della XV Olimpiade |            |
| 3 Holguín · 4 Cardiel · 5 López · 6 Rubalcava · 7 Meneses · 8 Cabrera · 9 Guerrero · 10 Almanza · 11 Soto · 12 Bru · 13 F. Rojas · 14 J. Rojas · 15 Manzo · 16 Chacón · All. Antonio Delgado                                                                            |            |

### Pallanuoto
| Atleta | Classifica |                    |
| --- | --- | ------------------ |
| V · D · M Nazionale maschile messicana di pallanuoto · Giochi olimpici - Helsinki 1952 G. Olguín • Trejo • Coste • Castro • J. Olguín • O. Olguín • Martínez • F. Cendejas • V. Menéndez • Santoyo · CT : - | 18° |                    |
| Nazionale maschile messicana di pallanuoto · Giochi olimpici - Helsinki 1952 | |                    |
| G. Olguín • Trejo • Coste • Castro • J. Olguín • O. Olguín • Martínez • F. Cendejas • V. Menéndez • Santoyo · CT: -                                                                                         | G. Olguín • Trejo • Coste • Castro • J. Olguín • O. Olguín • Martínez • F. Cendejas • V. Menéndez • Santoyo · CT: - | Messico (bandiera) |